# Вевр
Вевр (фр. Vesvres) — коммуна во Франции, находится в регионе Бургундия. Департамент коммуны — Кот-д’Ор. Входит в состав кантона Витто. Округ коммуны — Монбар.
Код INSEE коммуны — 21672.

## Население
Население коммуны на 2010 год составляло 23 человека.
| 1962 | 1968 | 1975 | 1982 | 1990 | 1999 | 2010 |
| ---- | ---- | ---- | ---- | ---- | ---- | ---- |
| 35   | 38   | 40   | 33   | 32   | 25   | 23   |

## Экономика
В 2010 году среди 17 человек трудоспособного возраста (15—64 лет) 12 были экономически активными, 5 — неактивными (показатель активности — 70,6 %, в 1999 году было 77,8 %). Из 12 активных жителей работали 12 человек (7 мужчин и 5 женщин), безработных не было. Среди 5 неактивных 1 человек был учеником или студентом, 3 — пенсионерами, 1 был неактивным по другим причинам.